# Rhipidia (Rhipidia) antennata
Rhipidia (Rhipidia) antennata is een tweevleugelige uit de familie steltmuggen (Limoniidae). De soort komt voor in het Oriëntaals gebied.